# Call of Juarez (seria)
| Gra                        | GameRankings                           | Metacritic                             |
| -------------------------- | -------------------------------------- | -------------------------------------- |
| Call of Juarez             | 75,44% (PC) 71,79% (X360)              | 72/100 (PC) 71/100 (X360)              |
| Call of Juarez: Więzy krwi | 79,33% (PC) 78,57% (PS3) 78,66% (X360) | 78/100 (PC) 78/100 (PS3) 77/100 (X360) |
| Call of Juarez: The Cartel | 50,33% (PC) 45,94% (PS3) 47,52% (X360) | 51/100 (PC) 45/100 (PS3) 47/100 (X360) |
| Call of Juarez: Gunslinger | 78% (PC) 74,67% (PS3) 77,18% (X360)    | 79/100 (PC) 75/100 (PS3) 76/100 (X360) |

Call of Juarez – seria gier komputerowych z gatunku first-person shooter stworzonych przez Techland i wydanych przez Ubisoft.
W czerwcu 2013 roku Techland ujawnił, że seria sprzedała się w liczbie ponad trzech milionów egzemplarzy.

## Gry z serii
- Call of Juarez – 8 września 2006[24]
- Call of Juarez: Więzy krwi – 30 czerwca 2009[25]
- Call of Juarez: The Cartel – 31 sierpnia 2011[26]
- Call of Juarez: Gunslinger – 22 maja 2013[27]